# Zunft zu Kürschnern (Basel)
Die Basler Zunft zu Kürschnern ist die Zunft der dortigen Kürschner.

## Geschichtliches

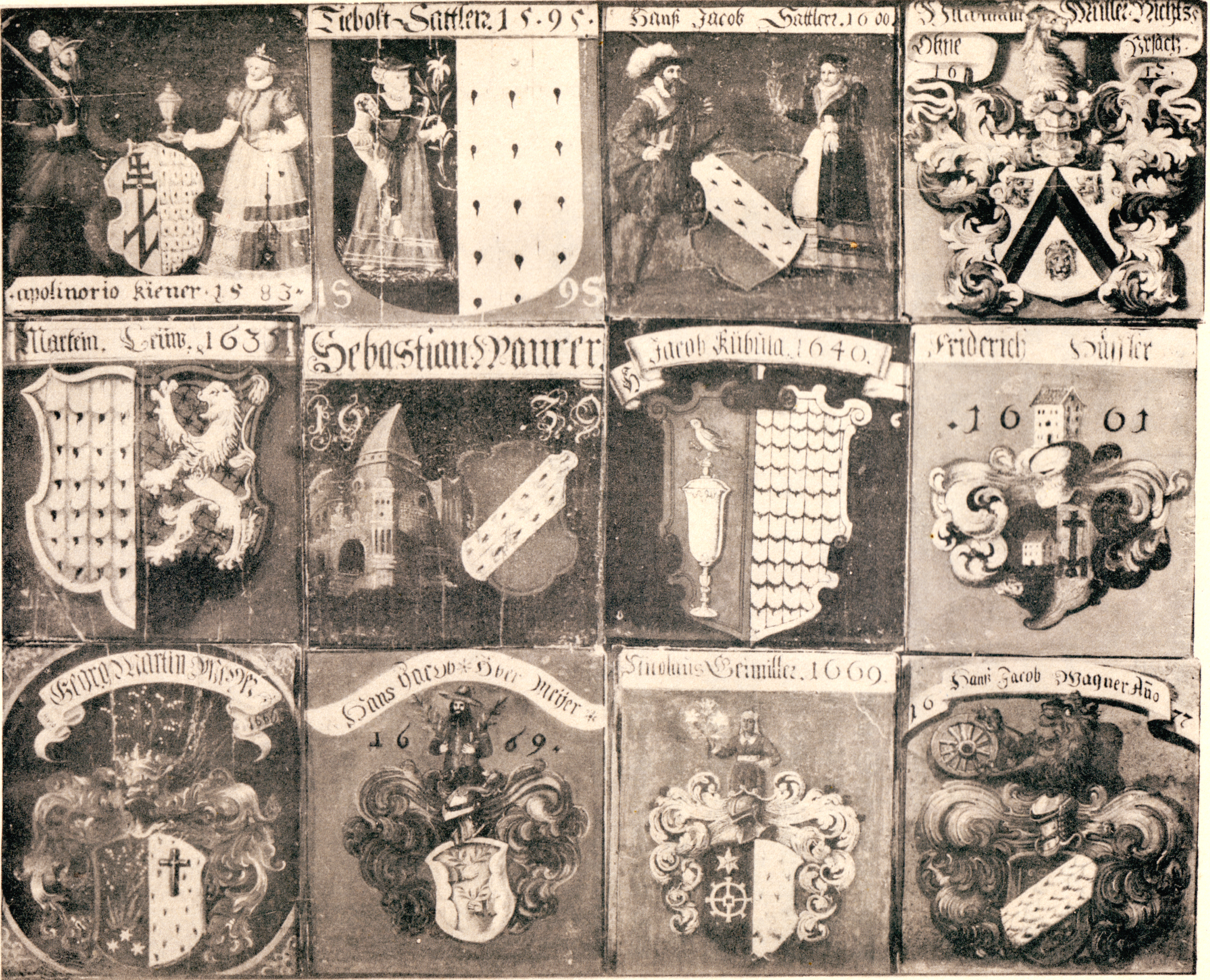
Wappentafel der Kürschnerzunft Basel (16. oder 17. Jahrhundert)

Am 22. September 1226 hat Bischof Heinrich von Thun – ein Jahr nach der Urkunde über den Bau der Mittleren Rheinbrücke – den Stiftungsbrief der Basler Zunft zu Kürschnern ausgestellt: „Geschehen ist dies im Jahr der Fleischwerdung des Herrn 1226 am 10. Tag vor den Kalenden des Oktobers“.
Mit diesem ältesten, bekannten und erhaltenen Zunftbrief auf dem Gebiet der Schweizerischen Eidgenossenschaft genehmigte der Bischof die „zu Ehren und Nutzen“ unserer Stadt errichtete Ordnung, welche die Kürschner über den Betrieb ihres Handwerks errichtet haben. Sie beginnt:
„Heinrich, von Gottes Gnaden, Bischof von Basel, allen Christgläubigen, welche den gegenwärtigen Brief einsehen, auf immerdar. Es mögen alle wissen, daß wir mit dem Rat und der Zustimmung des Propstes Diethelm, des Dekans Conrad und unseres ganzen Kapitels, sowie der Dienstmannen unserer Kirche auf die Bitte der Basler Kürschner die von ihnen neulich in betreff ihres Handwerkes zu Nutz und Ehren unserer Stadt aufgerichtete Ordnung genehmigt haben, so daß sie, jeder in seiner Arbeit, der Neues Verfertigende  im Neuen, der Altes Ausbessernde im Alten, in Form oder Stoff besser einkaufen, verkaufen und arbeiten und daß weder einer andern Person noch einer von ihrem Handwerk gestattet sein soll,  beim Einkaufen oder Verkaufen desjenigen, was anerkannter maßen zu ihrem Handwerk gehört, ihre Ordnung zu brechen. […]“
Die neu ankommenden Kürschnergesellen hatten über jahrhundertelang im „Schwanen“ einzukehren. In der Herberge für Kürschnerknechte hing das „täfelin“ mit den Namen der Meister, die einen Gesellen suchten. In den aufgekommenen Konflikten zwischen Meisterschaft und Gesellenschaft blieben in den grundsätzlichen Fragen, wie auch andernorts, die Meister erfolgreich, die sich der Unterstützung der Obrigkeit sicher sein konnten. In einer 1421 vom Rat gutgeheissenen Ordnung mussten die Knechte geloben, „in ihrer Gesellenschaft nichts zu verhandeln ohne Beisein eines Zunftmeisters oder des dazu abgeordneten Sechsers. Des Weiteren wurden sie verpflichtet, alle Fronvasten vor der Zunft die neuen Vereinbarungen zu beschwören.“ Erst 1435 wurden sie von dieser drückenden Verpflichtung befreit, Rat und Zunft begnügten sich fortan mit dem alljährlichen Schwur um Johanni.
In späterer Zeit betrachtete es die Kürschnerzunft „als schöne und ehrenvolle Bürgerpflicht“ gemeinnützige und künstlerische, im Interesse der der Gesamtheit liegende Unternehmen „durch namhafte Zuwendungen aus dem Zunftseckel“ zu unterstützen. Im Jahr 1837 zeichnete sie einen Beitrag an das Neue Spital, 1853 beteiligte sie sich an der städtischen Gasanleihe, spendete zur Errichtung der Kleinkinderschulen und zur Errichtung der Musikschule, schenkte 1855 eine Summe für die neu glasbemalten Fenster im Basler Münster und stiftete Beiträge für das Winkelrieddenkmal in Stans und das neue St. Jakobs-Denkmal. 1866 wurde erstmals beschlossen, regelmässig aus den jährlichen Zinsen eintausend Franken teils zu allgemein wohltätigen Zwecken, teils zur Unterstützung armer Zunftangehöriger mit Lebensmittel, Holz und Mietzinsbeiträgen zu verwenden. Schon nach wenigen Jahren stiegen diese jährlichen Aufwendungen bis auf das Dreifache.
E. E. Zunft zu Kürschnern ist eine öffentlich-rechtliche Korporation der Stadt Basel und eine der zahlreichen Basler Handwerkerzünfte. Sie ist die historische Vereinigung der Kürschner, steht heute aber allen Berufsständen offen. Lange Zeit war sie mit der Zunft zu Schneidern als sogenannte Doppelzunft verbunden.

## Anmerkung
1. ↑  E. E. steht für Eine Ehren.